# Desmomys
Desmomys és un gènere de rosegadors de la família dels múrids. Les espècies d'aquest grup són endèmiques d'Etiòpia, on viuen a altituds d'entre 1.800 i 2.800 msnm. Tenen una llargada de cap a gropa d'aproximadament 12 cm i la cua d'aproximadament 15 cm. El seu hàbitat principal són els aiguamolls. El nom genèric Desmomys significa ‘ratolí de cadenes' en llatí.